# (10079) Meunier
(10079) Meunier ist ein Asteroid des Hauptgürtels, der am 2. Dezember 1989 vom belgischen Astronomen Eric Walter Elst am La-Silla-Observatorium (IAU-Code 809) der Europäischen Südsternwarte in Chile entdeckt wurde.
Der Asteroid wurde nach dem belgischen Maler und Bildhauer Constantin Meunier (1831–1905) benannt, der der Stilrichtung des Naturalismus zuzuordnen ist. Hauptthema seines Schaffens ist die Darstellung von arbeitenden Menschen, welches dann im 20. Jahrhundert im sozialistischen Realismus weitergeführt wurde.